# Donji Tavankut
Donji Tavankut (cyr. Доњи Таванкут) – wieś w Serbii, w Wojwodinie, w okręgu północnobackim, w mieście Subotica. W 2011 roku liczyła 2327 mieszkańców.